# Dějiny a současnost
Dějiny a současnost (ĎaS) – czeskie czasopismo zajmujące się popularyzacją historii jako nauki.
Periodyk został założony w 1959 r., jego wydawanie wstrzymano w 1969 r.; od 1990 r. wychodzi ponownie, od 2005 r. jako miesięcznik.
Według stanu na 2020 r. funkcję redaktora naczelnego pełni Iveta Coufalová.